# Karel Petr
Karel Petr (Vrdy, Áustria-Hungria, 14 de junho de 1868 – Praga, Tchecoslováquia, 14 de fevereiro de 1950) foi um matemático tcheco. Foi reitor da Universidade Carolina em 1925/1926.
Obteve um doutorado na Universidade Carolina em 1897, orientado por František Josef Studnička e František Koláček.
Petr trabalhou com teoria analítica dos números, matemática numérica e geometria. É denominado em seu nome, Bernhard Neumann (1941) e Jesse Douglas (1940) um teorema sobre polinômios, que ele publicou em 1908, que pode ser resumido como uma generalização do teorema de Napoleão.
Dentre seus orientados constam Bohumil Bydžovský, Eduard Čech, Václav Hlavatý, Vladimír Kořínek, Miloš Kössler e Štefan Schwarz.

## Publicações selecionadas
- Počet integrální, Nakl. Jednoty čes. matemat. a fysiků, Prag 1915
- Počet differenciální: Část analytická. Nakl. Jednoty čes. matemat. a fysiků, Prag 1923